# Fagonia indica
Fagonia indica är en pockenholtsväxtart som beskrevs av Nicolaas Laurens Nicolaus Laurent Burman. Fagonia indica ingår i släktet Fagonia och familjen pockenholtsväxter.

## Underarter
Arten delas in i följande underarter:
- F. i. subinermis
- F. i. thomsonii